# Harmonie du soir
Harmonie du soir est un faux pantoum, une forme très rare dans la poésie française, écrit par le poète Charles Baudelaire. Il s'agit d'un poème du recueil Les Fleurs du mal publié en 1857.